# Epalzeorhynchos munense
Epalzeorhynchos munense és una espècie de peix cipriniforme de la família dels ciprínids.

## Morfologia
Els mascles poden assolir els 9,3 cm de longitud total.

## Distribució geogràfica
Es troba als rius Mekong, Chao Phraya i Maeklong.